# Пиччинини, Франческа
Франче́ска Пиччини́ни (итал. Francesca Piccinini; род. 10 января 1979, Пьетрасанта, провинция Лукка, Тоскана, Италия) — итальянская волейболистка. Нападающая-доигровщица. Чемпионка мира 2002, обладательница Кубка мира 2007, чемпионка Европы 2009.

## Биография
Игровая карьера Франчески Пиччинини началась в молодёжной команде из города Масса, выступавшей в серии D чемпионата Италии. В 1993 в 14-летнем возрасте волейболистка дебютировала в серии А1 итальянского первенства, выступая за «Каррарезе» из Каррары. В сезоне 1996—1997 Пиччинини выиграла свои первые награды на клубном уровне, победив в составе «Антезиса» из Модены в розыгрыше Суперкубка ЕКВ, а затем став обладательницей «серебра» чемпионата и Кубка Италии. После годичного выступления в Бразилии Пиччинини в 1999 году перешла в команду «Фоппапедретти» из Бергамо, в которой играла на протяжении 13 сезонов, выиграв в её составе множество национальных и международных волейбольных титулов: четырежды «золото» чемпионата Италии и ещё дважды «серебро» и трижды «бронзу», дважды становилась обладателем Кубка Италии, дважды — Суперкубка, 5 раз побеждала в Лиге чемпионов и один раз в розыгрыше Кубка Европейской конфедерации волейбола. В 2015—2016 Пиччинини выступала за «Поми» из Казальмаджоре, выиграв с ней Суперкубок Италии и Лигу чемпионов, а в 2016—2019 играла за команду «Игор Горгондзола» из Новары. В 2017 в 5-й раз за свою карьеру стала чемпионкой Италии, а в 2019 в 7-й раз — победителем розыгрыша Лиги (Кубка) чемпионов ЕКВ..
В 1994—1997 Франческа Пиччинини выступала за молодёжную сборную Италии, с которой в 1994 стала обладателем серебряных наград чемпионата Европы, а через два года выиграла молодёжное первенство континента. В 1997 стала серебряным призёром молодёжного чемпионата мира.
В 1995 16-летняя Пиччинини впервые была приглашена в национальную сборную Италии, за которую с перерывами выступала на протяжении 21 года (до 2016). За этот период спортсменка приняла участие в четырёх Олимпиадах (2000, 2004, 2008 и 2012), пяти чемпионатах мира (1998, 2002, 2006, 2010, 2014), трёх розыгрышах Кубка мира (1999, 2003, 2007) и ещё в целом ряде других крупнейших международных соревнований. Вместе со «скуадрой адзуррой» она выигрывала золотые награды чемпионата мира (в 2002), Кубка мира (в 2007), Всемирного Кубка чемпионов (в 2009), чемпионата Европы (в 2009), а также «серебро» и «бронзу» Гран-при и первенств Европы. Всего же на момент окончания карьеры в сборной Италии (после мировой олимпийской квалификации 2016) на счету Франчески Пиччинини 482 матча, проведённых в форме национальной команды, что является вторым показателем (после Элеоноры Ло Бьянко) среди всех волейболисток, выступавших за главную команду страны.

### Клубная карьера
- 1991—1993 —  «Робур» (Масса);
- 1993—1995 —  «Каррарезе» (Каррара);
- 1995—1996 —  «Чермаджика» (Реджо-нель-Эмилия);
- 1996—1997 —  «Антезис» (Модена);
- 1997—1998 —  «Спеццано» (Фьорано-Моденезе);
- 1998—1999 —  «Рексона» (Куритиба);
- 1999—2012 —  «Фоппапедретти» (Бергамо);
- 2012—2013 —  «Кьери-Торино» (Турин);
- 2013—2015 —  «Лю-Джо Воллей» (Модена);
- 2015—2016 —  «Поми» (Казальмаджоре);
- 2016—2019 —  «Игор Горгондзола» (Новара);
- 2019—2021 —  «Унет-Ямамай» (Бусто-Арсицио).

## Достижения

### Со сборными Италии
- чемпионка мира 2002.

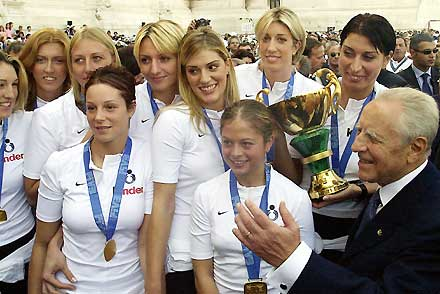
Итальянские волейболистки — чемпионки мира 2002 — на приёме у президента Италии. В центре — Франческа Пиччинини.

- победитель розыгрыша Кубка мира 2007.
- победитель розыгрыша Всемирного Кубка чемпионов 2009.
- двукратный серебряный (2004, 2005) и 3-кратный бронзовый (2006, 2008, 2010) призёр Мирового Гран-при.
- чемпионка Европы 2009;
  - серебряный (2001) и бронзовый (1999) призёр чемпионатов Европы.
- 3-кратная чемпионка Средиземноморских игр — 1997, 2001, 2009.
- серебряный призёр чемпионата мира среди молодёжных команд 1997.
- чемпионка Европы среди молодёжных команд 1996;
  - серебряный призёр чемпионата Европы среди молодёжных команд 1994.

### С клубами
- 5-кратная чемпионка Италии — 2002, 2004, 2006, 2011, 2017;
  - 5-кратный серебряный призёр чемпионатов Италии — 1997, 2001, 2005, 2018, 2019;
  - 3-кратный бронзовый призёр чемпионатов Италии — 2008, 2009, 2010.
- 4-кратный победитель розыгрышей Кубка Италии — 2006, 2008, 2018, 2019;
  - 8-кратный серебряный призёр Кубка Италии — 1997, 2001, 2002, 2004, 2005, 2010, 2011, 2015.
- 5-кратный победитель розыгрышей Суперкубка Италии — 1999, 2004, 2011, 2015, 2017.
- серебряный призёр чемпионата Бразилии 1999.
- 7-кратный победитель Кубка и Лиги чемпионов ЕКВ — 2000, 2005, 2007, 2009, 2010, 2016, 2019;
  - серебряный призёр Лиги чемпионов 2002;
  - двукратный бронзовый призёр Лиги чемпионов ЕКВ — 2003, 2006.
- победитель розыгрыша Кубка Европейской конфедерации волейбола (ЕКВ) 2004;
  - серебряный призёр Кубка ЕКВ 2001.
- победитель розыгрыша Кубка обладателей кубков ЕКВ 1997.
- победитель розыгрыша Суперкубка ЕКВ 1996.

### Индивидуальные
- Двукратный MVP «финалов четырёх» Лиги чемпионов ЕКВ — 2010, 2016.
- Лучшая нападающая «финала четырёх» Лиги чемпионов ЕКВ 2007.
- Двукратный MVP Суперкубка Италии — 2005, 2012.

## Награды
- Кавалер ордена «За заслуги перед Итальянской Республикой» (8 ноября 2002)[1].
- Золотая цепь «За спортивные заслуги» (11 ноября 2004).

## Семья
Муж — бывший баскетболист сборной Италии, серебряный призёр Олимпиады-2004 — Джанмарко Поццекко.